# Julian Stryjkowski

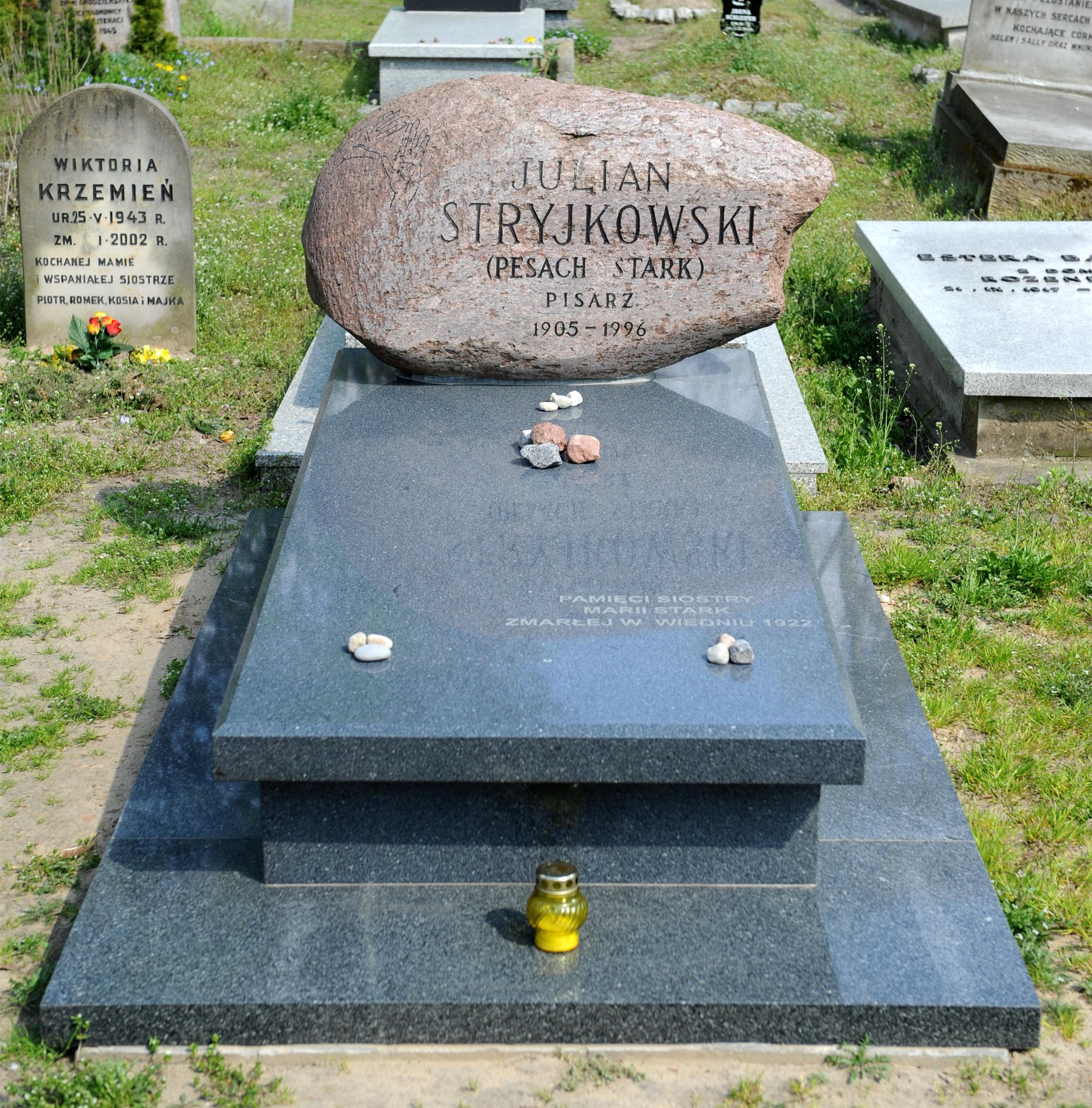
Grab in Warschau

Julian Stryjkowski (* 27. April 1905 in Stryj, Österreich-Ungarn, heute Ukraine, als Pesach Stark; † 8. August 1996 in Warschau) war ein polnischer sozialistischer Journalist und Schriftsteller.
Er wurde in eine Familie chassidischer Juden geboren, studierte polnische Sprache und Literatur in Lemberg und arbeitete ab 1932 als Polnisch-Lehrer in Płock.
Zunächst zionistisch eingestellt, trat er 1934 der polnischen Kommunistischen Partei der Westlichen Ukraine (polnisch Komunistyczna Partia Zachodniej Ukrainy, KPZU; ukrainisch Комуністична партія Західної України) bei und wurde wegen auf Verfassungsumwälzung und Sezession abzielender Bestrebungen 1935 auch inhaftiert. Im Anschluss an seine Freilassung ging er nach Warschau, wo er journalistisch sowie als Übersetzer tätig wurde und Angestellter einer Bibliothek war.
Nach dem Überfall auf Polen 1939 ging er in das sowjetisch besetzte Lemberg und schrieb für den polnischsprachigen Czerwony Sztandar, damals dort einzige Alternative zur Prawda.
Nach dem Bruch des Hitler-Stalin-Pakts und Beginn des Unternehmens Barbarossa flüchtete er nach Kuibyschew, wo er erfolglos versuchte, sich dem 2. Polnischen Korps anzuschließen, und dann zunächst in Usbekistan eine Arbeit als Fabrikarbeiter annahm, um später in Moskau für den Wolna Polska, das Organ der kommunistischen und sowjetisch unterstützten Schattenregierung Polens, zu schreiben. Dort nahm er auch den Schriftstellernamen Julian Stryjkowski an, der nach dem Zweiten Weltkrieg sein offizieller Nachname wurde.
1946 kehrte er nach Polen zurück und leitete in Kattowitz die dortige Filiale der Polnischen Presseagentur. Von 1949 bis 1952 leitete er deren Agenturfiliale in Rom, wurde aber dort ausgewiesen, nachdem er einen aggressiv-antikapitalistischen Roman veröffentlicht hatte, der sich mit dem Schicksal landloser Bauern auseinandersetzte.
Erneut nach Polen zurückgekehrt, wurde er Redakteur der Literaturzeitschrift Twórczość und übte diese Tätigkeit bis zum Beginn seines Ruhestandes 1978 aus. Nach einem Roman von Stryjkowski entstand unter der Regie von Jerzy Kawalerowicz der Film „Austeria, das Haus an der Grenze“, an dessen Drehbuch der Autor auch beteiligt war.
Bereits 1966 war er gemeinsam mit anderen bekannten Schriftstellern und Kulturschaffenden aus Protest gegen die kommunistische Unterdrückung von Kunst, Wissenschaft und Kultur aus der Polnischen Arbeiterpartei ausgetreten. Seither konnten seine Hauptschriften nur noch in zensierter Fassung erscheinen.
2019 erinnerte die Literaturzeitschrift Sinn und Form mit zwei Beiträgen wieder nachdrücklich an Stryjkowski: mit einem literarischen Porträt, in dem Lothar Quinkenstein den Hüter der galizischen Erinnerung würdigte, und mit einem ausführlichen Gespräch, das Piotr Szewc mit Stryjkowski über sein jüdisches Elternhaus, sein Verhältnis zu Religion, Judentum und Zionismus geführt hatte. Es schließt mit dem Bekenntnis Stryjkowskis: „Die ganze Zeit über blieb ich eigentlich unzugänglich für antizionistische Propaganda, meine kommunistische Phase ausgenommen, in der ich überhaupt gleichgültig wurde gegenüber Fragen des Judentums. Ein Jude, der Kommunist wird, hört auf, ein Jude zu sein. Darüber habe ich an vielen Stellen in meinen Büchern geschrieben.“

## Werke (Auswahl)
- Stimmen in der Finsternis. Aus dem Polnischen von Josef Hahn, 1963
- Die Osteria. Aus dem Polnischen von Janusz von Pilecki, 1969
- Asrils Traum, polnisch Sen Azrila, aus dem Polnischen von Karin Wolff, 1981
- Tommaso del Cavaliere, aus dem Polnischen von Karin Wolff, 1988
- Echo. Aus dem Polnischen von Esther Kinsky, 1995